# Pussy vs. Putin
Der Dokumentarfilm Pussy vs. Putin aus dem Jahr 2013 beschreibt die Vorbereitungen und Durchführung des sogenannten „Punk-Gebetes“ der Aktivistinnen von Pussy Riot im Februar 2012 in Moskau und dokumentiert den Prozess gegen Marija Aljochina, Jekaterina Samuzewitsch und Nadeschda Tolokonnikowa.

## Inhalt (Zusammenfassung)
Die Aktivistinnen werden in der Independentproduktion bei den Vorbereitungen und der Durchführung des sogenannten „Punk-Gebetes“ von Pussy Riot im Februar 2012 in Moskau begleitet.

## Hintergrund
Maria Aljochina und Nadeschda Tolokonnikowa nahmen am 23. März 2014 bei der Deutschland-Premiere im Rahmen der Reihe «Best.Doks – Unrecht braucht Zeugen» in München teil. Der Film des russischen Filmkollektivs „Gogol's Wives“ bleibe gemäss Veranstaltern näher an den Aktivistinnen als die russisch-amerikanische Dokumentation Pussy Riot: A Punk Prayer. Die Ereignisse seien nur zusammengeschnitten, und es bleibe dem Zuschauer überlassen, seine Schlussfolgerungen zu ziehen.
Maria Aljochina und Nadeschda Tolokonnikowa wurden zur Präsentation des Films anlässlich des 37. internationalen Filmfestivals nach Göteborg eingeladen. Vertreten werden sollen Gogol's Wives durch Wassili Bogatow und Taisija Krugovych. Laut der norwegischen Nachrichtenagentur Norsk Telegrambyrå planen Aljochina und Tolokonnikowa, die gemäß ihren Aussagen „objektive Insider-Schilderung“ am 24. Mai im norwegischen Bergen zu präsentieren.

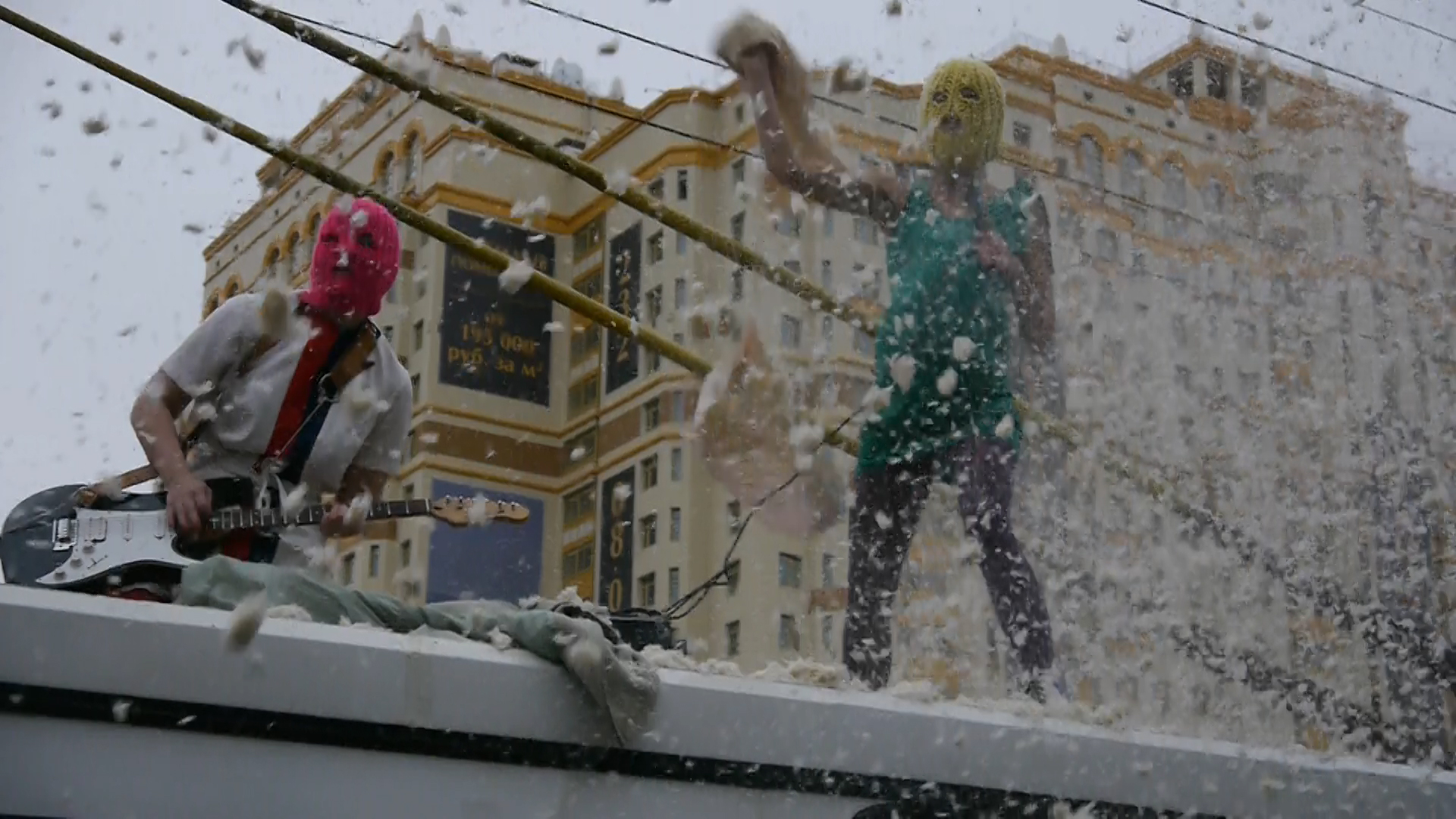
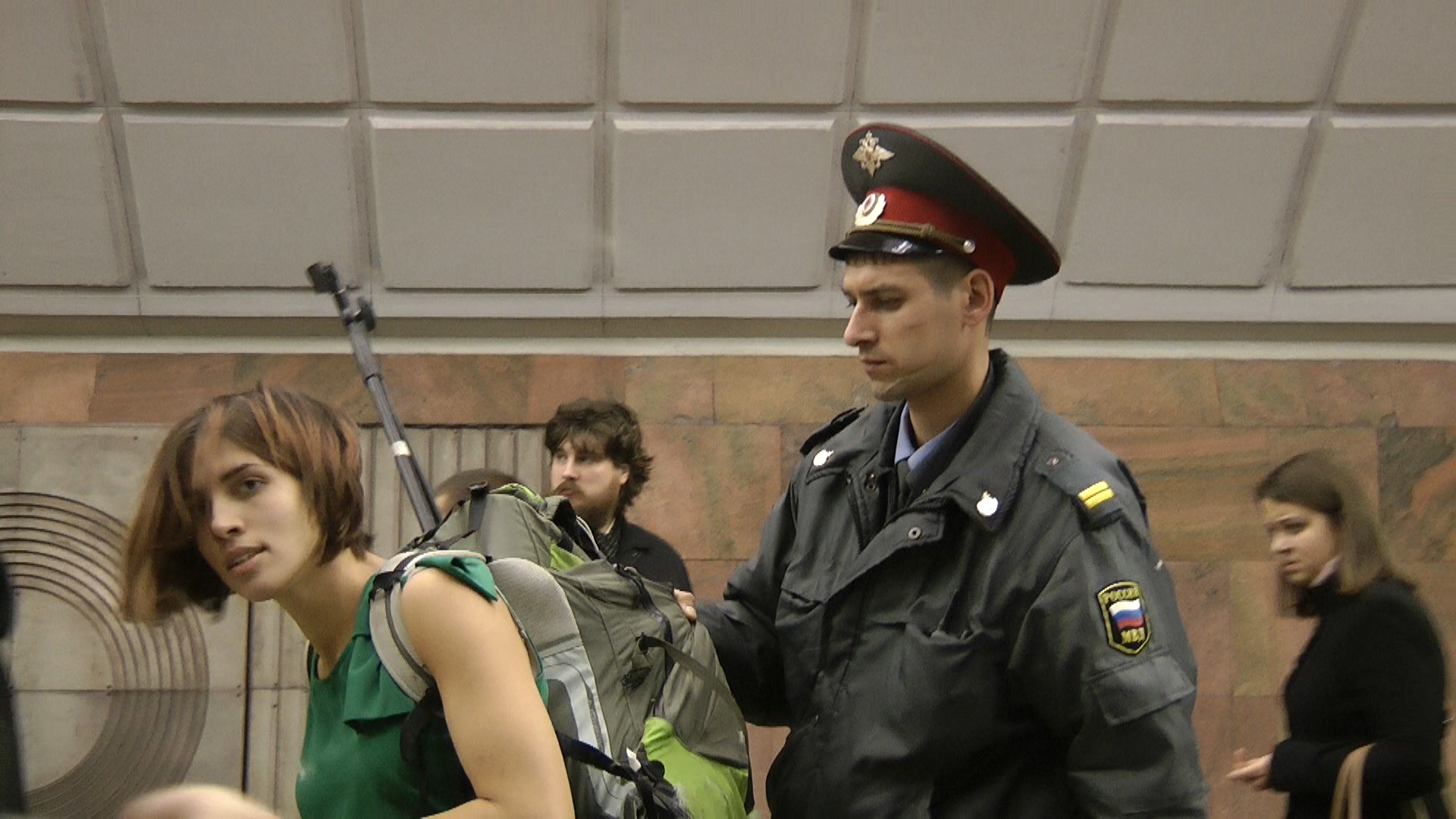
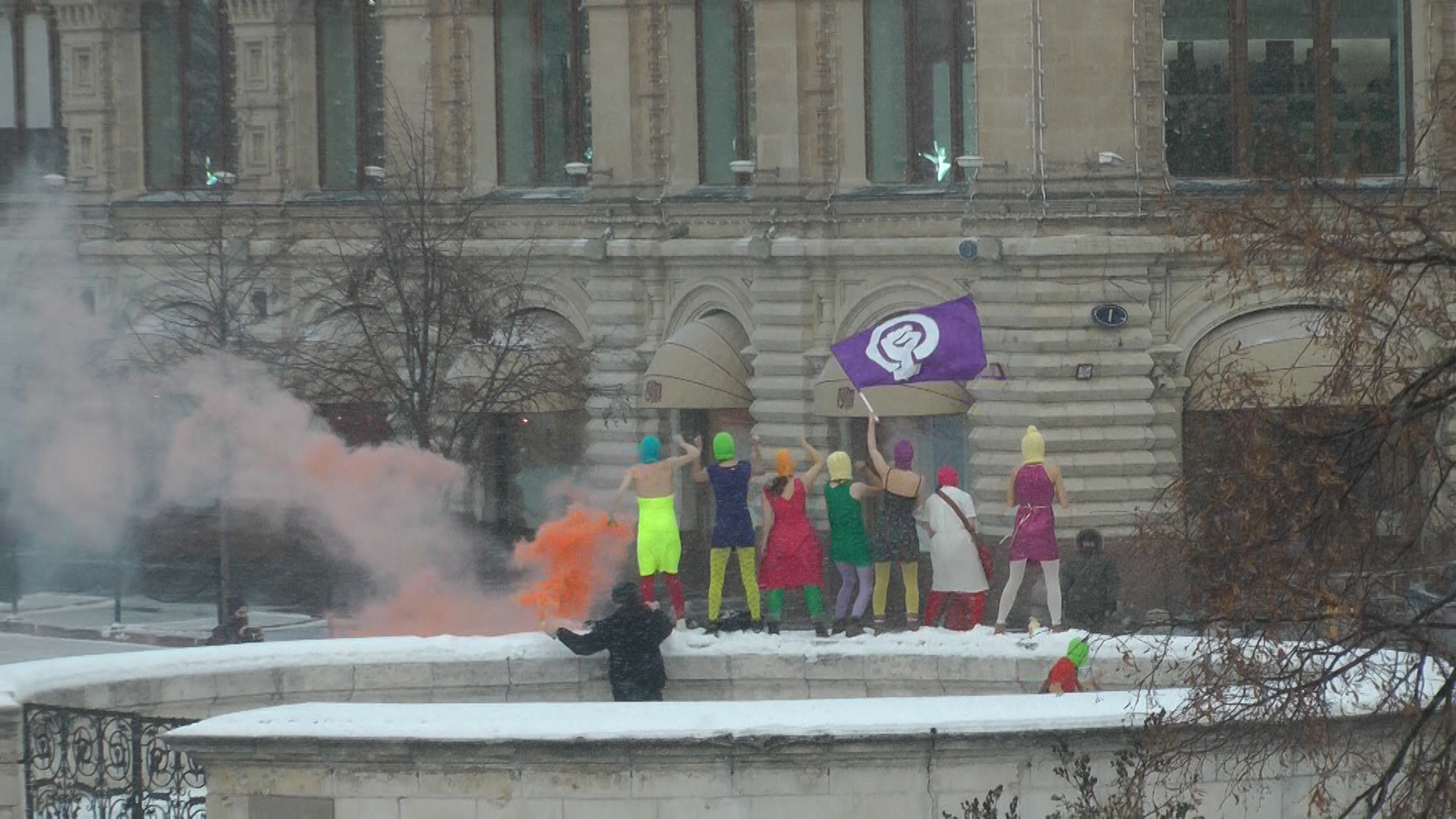

## Auszeichnungen
- 2013: International Documentary Film Festival Amsterdam for Best Mid-Length Documentary[3]